# Thomas Millie Dow

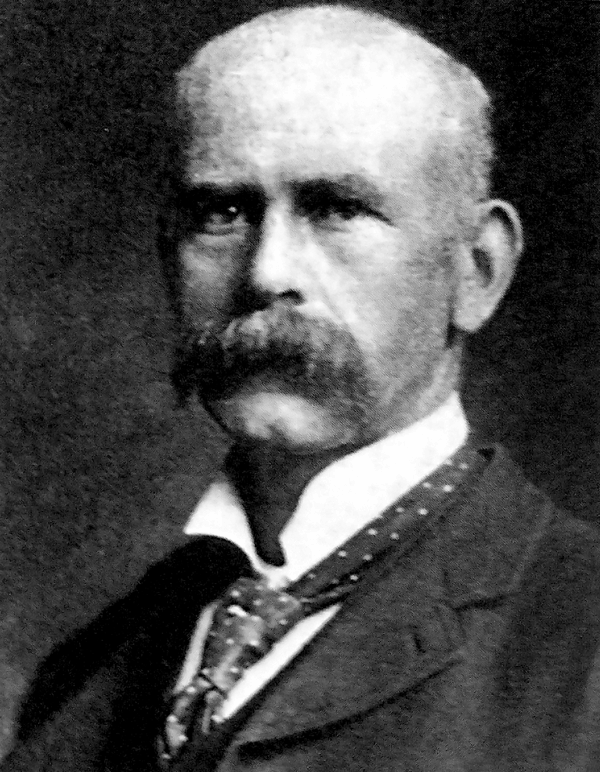
Thomas Millie Dow

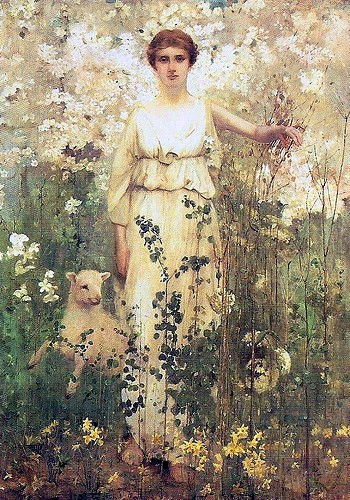
Thomas Millie Dow: Spring (1886)

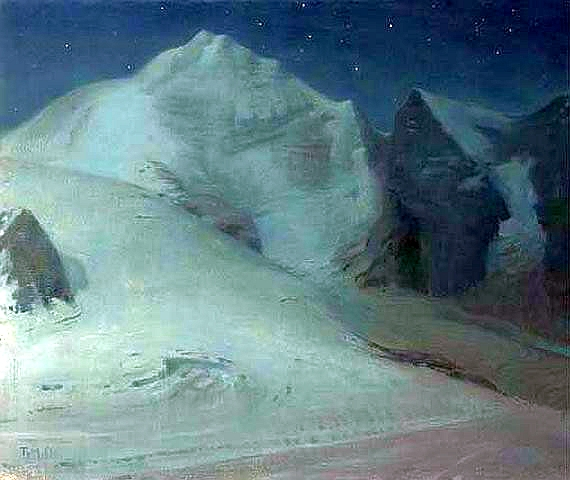
Thomas Millie Dow: Moonlight In The Alps (1888)

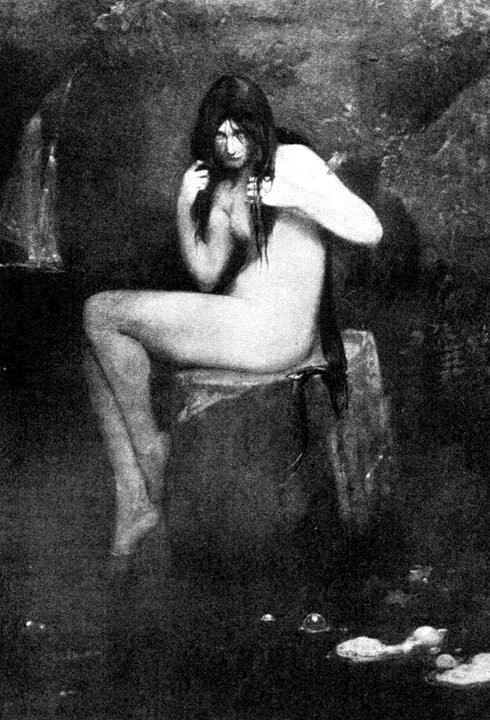
Thomas Millie Dow: The Kelpie (1895)

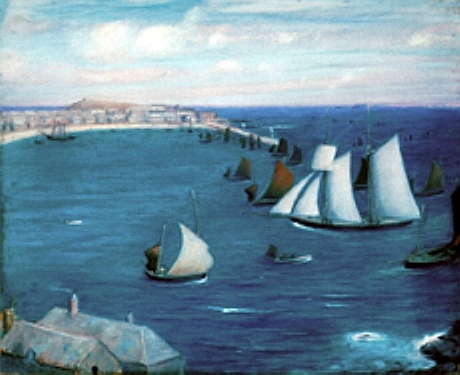
Thomas Millie Dow: St Ives Harbour (ohne Datum, vor 1919)

Thomas Millie Dow (* 28. Oktober 1848 in Dysart, Fife, Schottland; † 3. Juli 1919 in St Ives, Cornwall, England) war ein schottischer Maler des Spätimpressionismus und wichtiger Vertreter der Glasgow Boys, einer Künstlergruppe aus dem 19. und frühen 20. Jahrhundert.

## Leben und Werk
Thomas Millie Dow, geboren 1848 in Dysart in der schottischen Region Fife, erhielt eine juristische Ausbildung, da von ihm erwartet wurde, seinem Vater und Bruder in die Familienanwaltskanzlei in Kirkcaldy nachzufolgen. Dow entschied sich jedoch gegen eine Anwaltskarriere und ging 1877 nach Paris, um dort Malerei zu studieren. Er schrieb sich zunächst an der École nationale supérieure des Beaux-Arts bei Jean-Léon Gérôme ein. 1879 lernte er an der Académie Julian und im  Atelier von Émile Auguste Carolus-Duran. 
Unter den vielen jungen britischen und amerikanischen Studenten, die sich gegen Ende der 1870er Jahre für Kunststudien in Paris aufhielten, waren zwei Männer, die enge Freunde von Dow wurden: der Engländer William Stott und der Amerikaner Abbott Thayer. Beide Männer sollten beträchtlichen Einfluss auf die künstlerische Arbeit von Dow ausüben. In Paris schloss Dow auch Freundschaft mit den Glasgower Künstlern James Paterson, Alexander Mann, John Lavery und Alexander Roche. 
Zwischen 1877 und 1879 verbrachte Dow die Winter in Paris und unternahm gemeinsam mit seinen Studienkollegen Mann und Paterson Malexkursionen nach Barbizon, Grez-sur-Loing und Fontainebleau. Die Sommer verbrachte er malend und zeichnend an der Ostküste Schottlands und hielt sich häufig in Stonehaven und Cullen auf. 1878 stellte er erstmals an der Royal Scottish Academy in Edinburgh aus und 1879 am Royal Glasgow Institute of the Fine Arts. In dieser Zeit malte Dow vor allem mit Aquarell- und Pastellfarben, aber auch mit Ölfarben.
Im September 1883 segelte Dow auf der Devonia von Glasgow nach New York und reiste von dort den Hudson River aufwärts nach Cornwall-on-Hudson, wo sein Freund Abbott Thayer mit seiner Frau Kate Bloede wohnte. Dow blieb in den Vereinigten Staaten bis zum Sommer 1884. Während dieser Monate schuf er vorzügliche Landschaftsgemälde, darunter The Hudson River, das sich heute im Kelvingrove Art Gallery and Museum in Glasgow befindet. 
Nach seiner Rückkehr nach Glasgow schloss sich Dow den Glasgow Boys an, einer Künstlergruppe um William York MacGregor, die durch ihre Arbeiten den Impressionismus und Postimpressionismus in Schottland bekannt machten. Dow nutzte in dieser Zeit das Glasgower Studio von MacGregor und teilte die Wohnung mit Allan McLean, einem Rechtsanwalt und Kunstsammler. 1885 wurde Dow Mitglied in der Royal Scottish Society of Painters in Watercolour. 
Zwischen 1885 und 1887 reiste Dow oft von Glasgow nach Moniaive in der Grafschaft Dumfriesshire, wo sich früher schon James Paterson aufgehalten hatte. Dort malte Dow auch seine ersten Allegorien. In dieser Zeit entstand das Gemälde The Spring. Er etablierte sich als anerkannter Künstler und konnte seine Werke in London in der Grosvenor Gallery und der Grafton Gallery präsentieren. Bald folgten Ausstellungen bei der Wiener Secession,  in München und Berlin, später auch in Metropolen der Vereinigten Staaten. 
1887 wurde Dow in den Glasgow Art Club und den New English Art Club aufgenommen, wo er bis 1891 regelmäßig seine Arbeiten zeigte. 1888 verbrachte Dow den Sommer in den Bergen von der Schweiz und Deutschland. Dort malte er auch einige Zeit mit seinem Freund William Stott. Es entstanden dabei Werke wie Moonlight In The Alps. Im Frühjahr 1889 reiste er nach Marokko, wo er einige bekannte Pastellbilder schuf.
1891 heiratete Dow die verwitwete Florence Pilcher, geb. Cox. Florence brachte einen Jungen und ein Mädchen mit in die Ehe. 1892 wurde die gemeinsame Tochter Mary Rosamond geboren. 1894 zog die Familie von Glasgow in die südwestenglische Grafschaft Cornwall nach St Ives. Dort schloss sich Dow mit seinen Freunden und Malerkollegen Louis Grier und Lowell Dyer als Mitglieder dem St Ives Arts Club an. Obwohl Dow weit entfernt von Glasgow lebte, war er doch so bekannt, dass seine Bilder regelmäßig in Glasgow und den umliegenden Städten gezeigt wurden. 

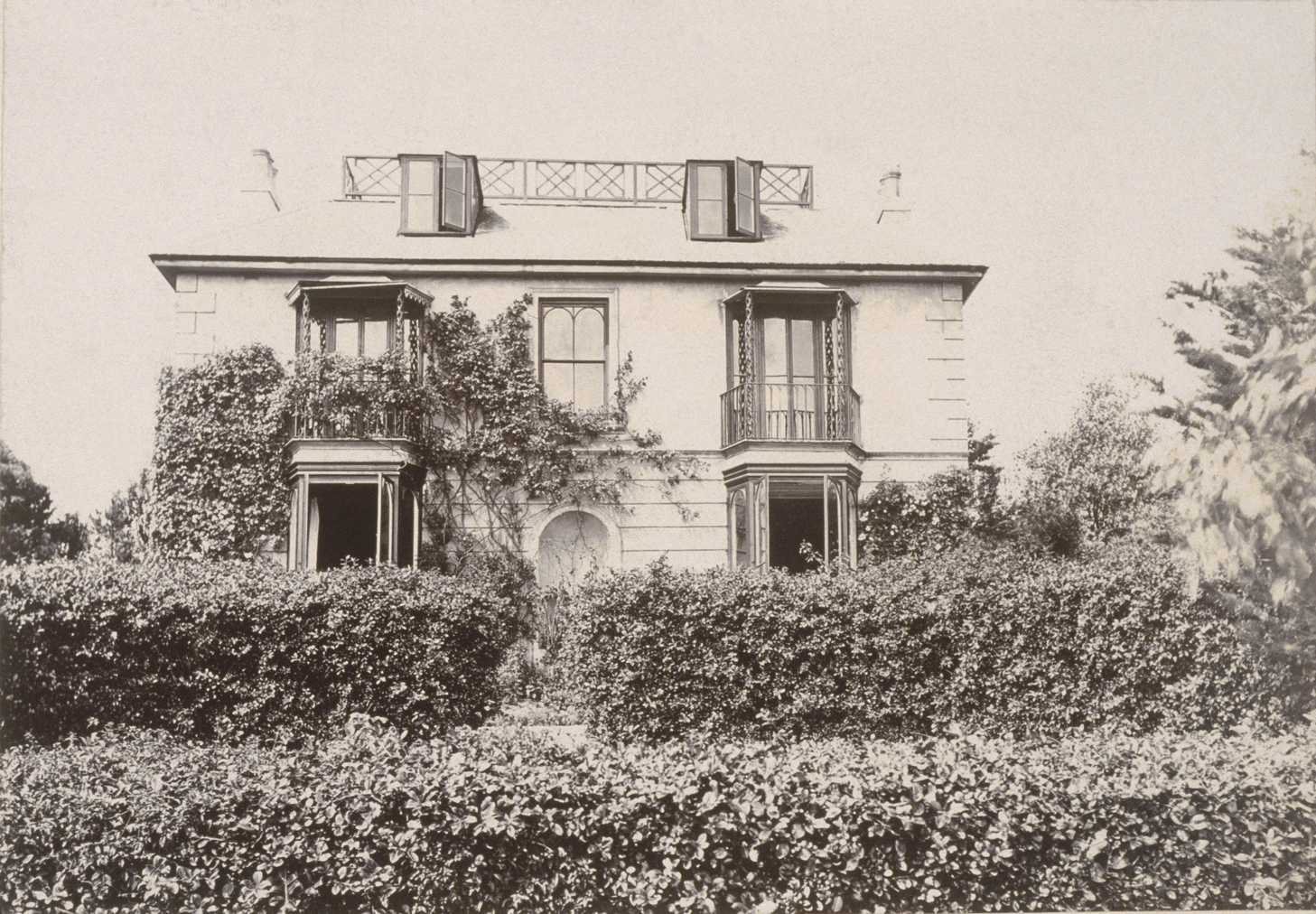
Zeitgenössische Fotografie von Talland House

Im Jahr 1895 kaufte er von Leslie Stephen, Vater von Virginia Woolf, in St Ives das Talland House.
Ab 1896 verbrachte Dow mit seiner Familie die Wintermonate in Italien. Dort schuf er zahlreiche Aquarelle und Pastellbilder von Tälern und Dörfern im Apennin und Gegenden Venetiens. Daneben malte er weiterhin allegorische Szenen wie The Kelpie, das heute verschollen und nur als fotografische Reproduktion erhalten ist. Sein häufigstes Thema sowohl in Öl als auch in Pastell war aber der Hafen von St Ives und die kornische Landschaft. 1898 wurde Dow Mitglied in der Pastel Society und dem Royal Institute of Oil Painters.
Dow starb 1919 in St Ives und wurde im Nachbarort Zennor begraben.